# Haager Europa-Kongress

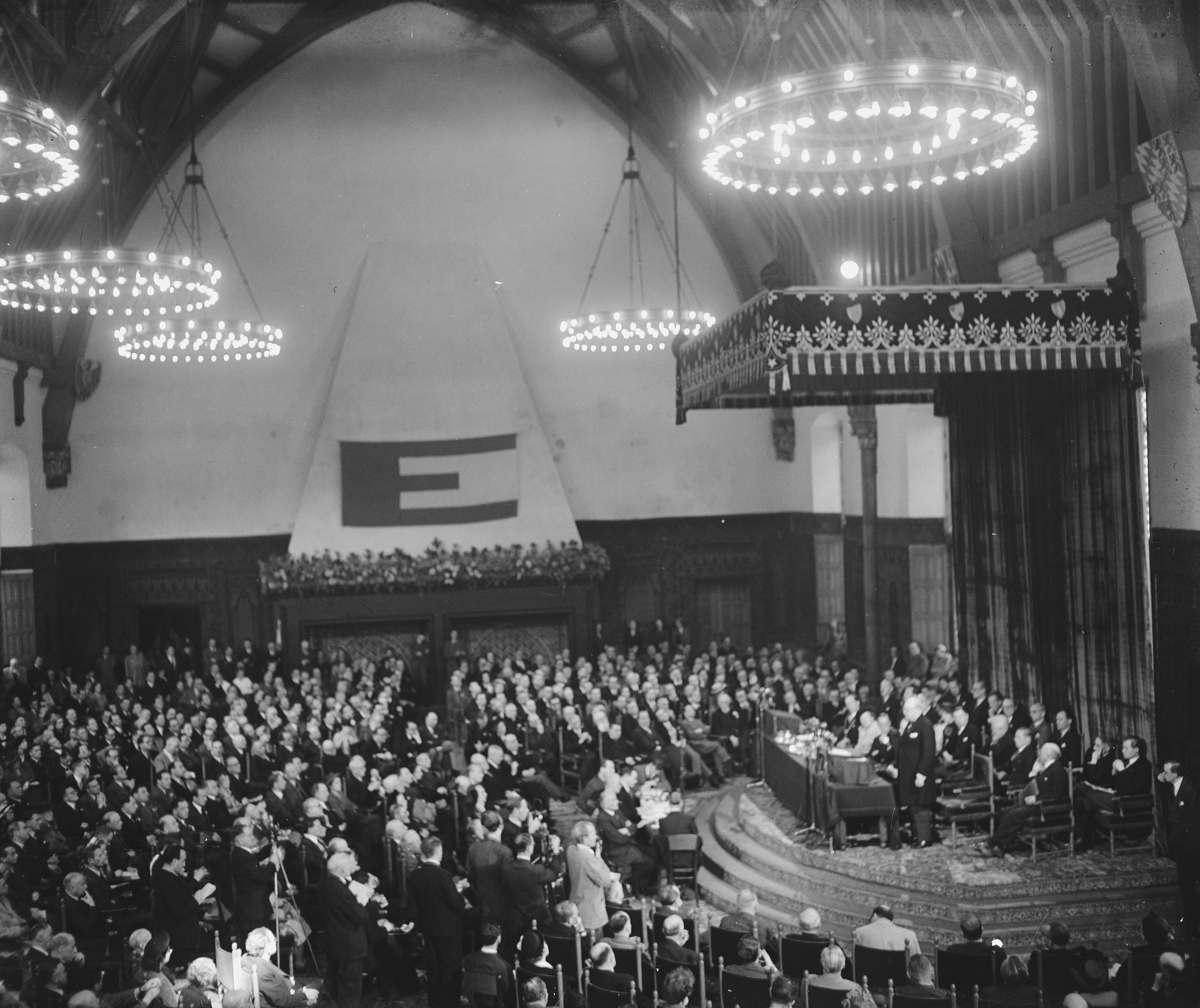
Der Kongress im Rittersaal in Den Haag (9. Mai 1948)

Der Haager Europa-Kongress fand vom 7. bis zum 10. Mai 1948 im niederländischen Den Haag statt und wird von vielen als die erste föderalistische Bewegung der europäischen Geschichte betrachtet. Die privat initiierte Konferenz brachte verschiedene Gruppen der europäischen Einheitsbewegung zusammen. Unter der Schirmherrschaft von Winston Churchill diskutierten über 700 europäische Aktivisten, vor allem aus der Union Europäischer Föderalisten und dem United Europe Movement, über die politischen, wirtschaftlichen, sozialen und kulturellen Rahmenbedingungen eines geeinten Europas. Den Eröffnungsvortrag hielt Hendrik Brugmans, der Vorsitzende der Union Europäischer Föderalisten. Am Rande des Kongresses fand eine öffentliche Veranstaltung mit 40.000 Teilnehmern statt. Neben dem Europarat, der Europäischen Bewegung und dem Europa der Kulturen geht auch das College of Europe auf eine Initiative des Kongresses zurück.

## Politische Agenda
Die verschiedenen Verbände beschlossen, sich zur Europäischen Bewegung zu vereinigen, die Ende 1948 gegründet wurde. Das in Den Haag erarbeitete Abschlussmanifest gab außerdem die Initialzündung zur Gründung des Europarats 1949.

## Teilnehmer
Prominente Teilnehmer waren: Marcel Pilet-Golaz, Winston Churchill, Grigore Gafencu, Édouard Daladier, Albert-Édouard Janssen, Antony Eden, Juraj Krnjevic, Knut Kristensen, Indalecio Prieto, Hjalmar J. Procopé, Paul Ramadier, Paul Reynaud, Tadeusz Romer, Paul van Zeeland, Jacques Augarde, Gustav Heinemann, Johannes Hoffmann, François Mitterrand, Konrad Adenauer, Léon Chevalme, Alphonse Colle, Maurice Schumann, Auguste Cool, Henri Lambotte, Henri Davezac, Ivo Duchacek, Carl Romme, Gaston Tessier, Zivko Topalovic, Édouard Bonnefous, Georges Chevrot and, Paolo Giobbe; André François-Poncet, Marquess André d’Ormesson, Nicolò Carandini, Étienne Gilson, Charles Morgan, Bertrand Russell, Salvador de Madariaga; Raymond Rifflet, William Rappard, Walter Hallstein, René Capitant, Léon Julliot, Lord Moran, Michel Polonowski, Émile Borel, Gilbert Murray, Peter Fleming, Henry de Ségogne, Jacques Rueff, Maurice Allais, Jan Tinbergen, Harold Butler, Louis Salleron, Jacques Lacour-Gayet, Pierre Hély d’Oissel, Pieter Otten, Adrian Boult, Paul Landowski, Raymond Aron, René Courtin, Walter Layton, Pilsudski, Raymond Silva, Gilberte Brossolette, Frances L. Josephy, Germaine Peyroles, Claire Saunier, Edmond Michelet, Jean de Suzannet, Hugh Delargy, Jean Mathé, Jean Buchmann, Henri Koch, Altiero Spinelli, André Voisin, Robert Bichet, Alexandre Marc, François de Menthon, Luc Durand-Réville, Robert Lemaignen, Edmond Giscard d’Estaing, Henri Cangardel, Georges Le Brun Kéris.

### Nach Nationalitäten
Deutschland (West): 51; Österreich: 12; Belgien: 68; Bulgarien: 3; Kanada: 2; Dänemark: 32; Irland: 5; Spanien 7; Finnland: 1; Frankreich: 155; Griechenland: 18; Vereinigtes Königreich: 145; Ungarn: 4; Island: 1; Italien: 57; Liechtenstein: 3; Luxemburg: 8; Norwegen: 12; Niederlande: 59; Polen: 5; Portugal: 4; Rumänien: 5; Vatikan: 1; Saarland: 5; Schweden: 19; Schweiz: 40; USA: 4; Tschechoslowakei: 10; Türkei: 1; Jugoslawien: 3.

## Bedeutung für Deutschland
Nur 3 Jahre nach dem Zweiten Weltkrieg waren die (west-)deutschen Teilnehmer erstmals gleichberechtigt an einer europäischen Konferenz eingebunden. In Den Haag trafen sich erstmals auch Konrad Adenauer und sein späterer wichtiger europapolitischer Mitstreiter Walter Hallstein. Einer der britischen Initiatoren des Kongresses Duncan Sandys wurde ein Jahr später Mitbegründer des Deutschen Rates der Europäischen Bewegung in Wiesbaden.

## Bedeutung für den europäischen Einigungsprozess
Unabhängig von der direkt aus dem Kongress hervorgehenden Bildung des Europarats hatte der Kongress auch große Bedeutung für den europäischen Einigungsprozess allgemein und wird als Meilenstein auf dem langen Weg zur heutigen Europäische Union gesehen. Der Kongress führte erstmals alle wichtigen Persönlichkeiten der europäischen Bewegung zusammen, sowohl aus dem Lager der Föderalisten – die Europa als Bundesstaat neu gründen wollten – als auch aus dem Lage der Unionisten, die eine möglichst enge Konföderation der europäischen Nationalstaaten anstrebten. In dieser Streitfrage endete der Kongress laut Christoph Driessen mit einem Kompromiss: „Die europäischen Nationalstaaten sollten erhalten bleiben, aber einen Teil ihrer Souveränität auf die von Churchill geforderte Europäische Versammlung übertragen.“ Eben diese Mischung aus zwischen- und überstaatlichen Elementen ist heute charakterisierend für die Europäische Union.